# 傑羅姆縣
傑羅姆縣（英語：Jerome County）是位於美国爱达荷州南部的一個縣，面積1,559平方公里。根據2020年美國人口普查，共有人口24,237人（2023年估計為25,479人）。縣治傑羅姆（Jerome）。該縣成立於1919年2月8日，縣名可能紀念傑羅姆·希爾（Jerome Hill，蛇河平原上North Side灌溉計劃的開發商）、其女婿Jerome Kuhn或其外孫Jerome Kuhn, Jr.。